# Turbo RAT

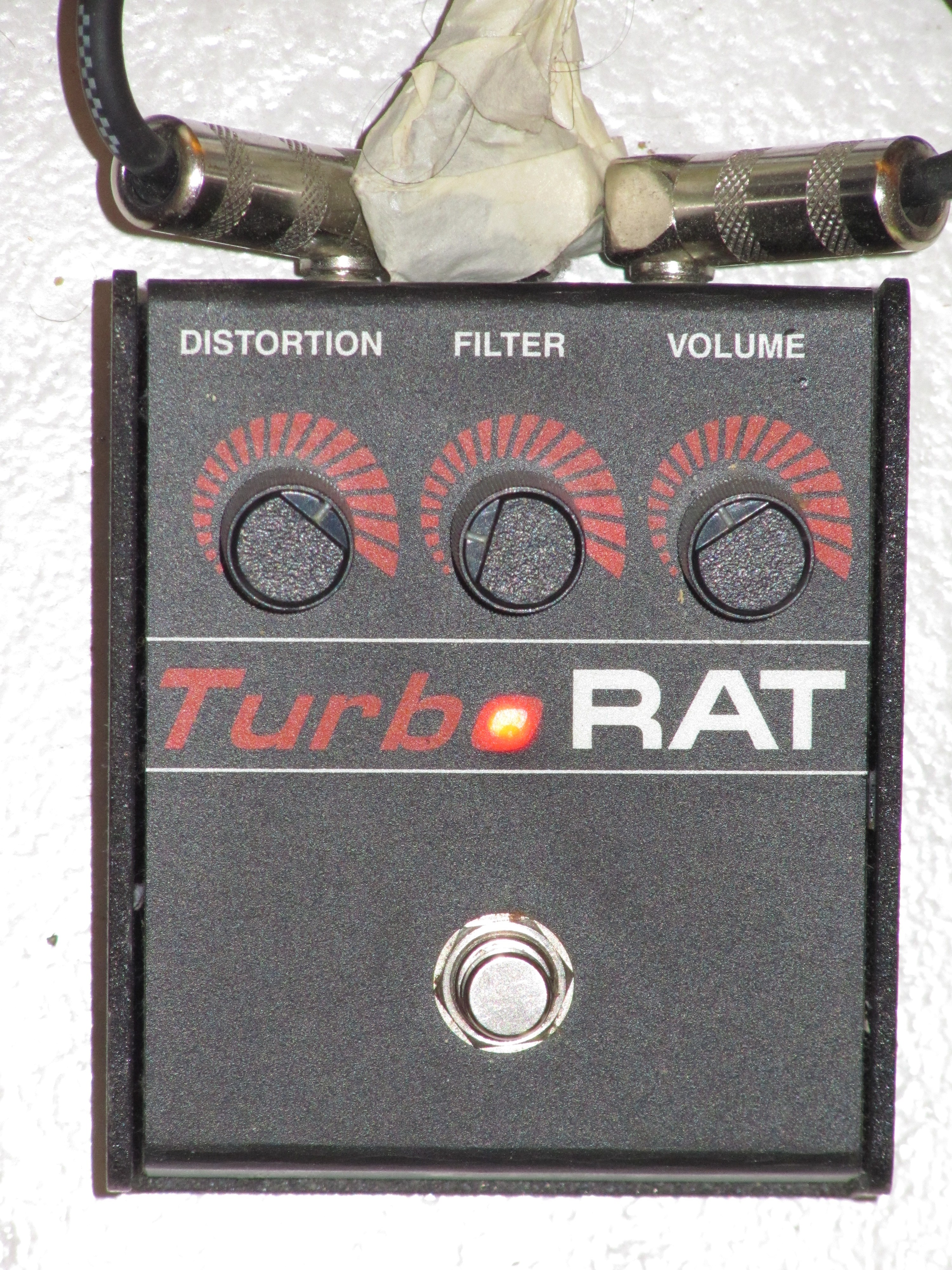
プロコのTurbo RAT

Turbo RATはディストーション系コンパクトエフェクターのひとつ。発売元はプロコである。

## 概要
回路はRAT2と殆ど同じであるが、RAT2がクリッピング素子にシリコンダイオードを使用しているのに対し、Turbo RATでは順方向降下電圧(VF)が低いゲルマニウムダイオードを使用している

。このため、RAT2と比べてより荒々しいサウンドを実現できる。